# Albinus (Konsul 493)
Flavius Albinus (iunior) war ein spätantiker römischer Politiker, der im späten 5./frühen 6. Jahrhundert wirkte.
Flavius Albinus stammte aus der bekannten stadtrömischen Familie der Decier, die seit Kaiser Majorian erheblich an Einfluss gewonnen hatte und ihre hervorgehobene Stellung auch unter Odoaker und Theoderich bewahren konnte, also auch nach dem Ende des weströmischen Kaisertums im Jahr 476. Er war ein Sohn des Caecina Decius Maximus Basilius, der 480 das Konsulat bekleidet hatte. Albinus’ voller Name könnte Caecina Decius --- Albinus gewesen sein, wie aus einer Inschrift aus dem Kolosseum ersichtlich ist.
Albinus selbst fungierte im Jahr 493 als Konsul für den Westen. Seine drei Brüder bekleideten ebenfalls das hohe Amt (Avienus im Jahr 501, Theodorus 505 und Inportunus 509), das zwar schon lange keine realen Machtbefugnisse mehr besaß, aber immer noch mit den höchsten Ehren verbunden war. Die damit verbundenen Konsulatsspiele waren mit erheblichen Kosten verbunden, die die Familie aber offenbar problemlos aufbringen konnte. Dies belegt auch die immer noch vorhandenen immensen Vermögen der senatorischen Elite in der Zeit der Gotenherrschaft.
500/503 fungierte Albinus als praefectus praetorio Italiae unter Theoderich und trug spätestens seit 503 den ehrenvollen Titel patricius. Er übernahm zusammen mit seinem Bruder Avienus die Patronage ihres Vaters für die Zirkuspartei der Grünen. 
Er engagierte sich zusammen mit seiner Frau Glaphyra auch in religiösen Angelegenheiten; sie ließen auf ihren Gütern in der Nähe von Rom eine Basilika errichten und baten Papst Symmachus darum, diese zu weihen. Er war zudem in die Beendigung des akakianischen Schismas involviert.
Albinus war mehrmals am gotischen Königshof anwesend und wurde verschiedentlich mit Aufträgen betraut. In diesem Zusammenhang wurde er in eine folgenschwere politische Affäre verwickelt, deren Hintergründe nicht in allen Einzelheiten klar sind. Theoderichs referendarius Cyprianus hatte 522/23 Briefe des Albinus an den oströmischen Kaiser Justin I. abgefangen. Der Inhalt ist nicht genau bekannt (es mag sich um kirchenpolitische Fragen und die gotische Thronfolge gehandelt haben), doch war er offenbar so verfänglich, dass enthaltene Aussagen als Hochverrat ausgelegt werden konnten. Theoderichs magister officiorum Boethius, ein Gelehrter und wie Albinus aus vornehmer Familie stammend, stellte sich schützend vor den Angeklagten, wobei er aber wenig politisches Fingerspitzengefühl bewies. Das Resultat war der Sturz des Boethius durch seine politischen Feinde und dessen 524/26 vollzogene Hinrichtung.
Albinus scheint trotz der von ihm zuvor bekleideten hohen Positionen weit weniger gotenfreundlich eingestellt gewesen zu sein als etwa Cyprianus und andere Aufsteiger. In diesem Sinne stellte die alte senatorische Elite nicht nur einen politischen Gegenspieler zur pro-gotischen Hofpartei dar, sondern machte sich auch selbst angreifbar.
Das weitere Schicksal des Albinus ist unbekannt. Als Beschuldigter des auslösenden Vorfalls wird er jedoch kaum unbeschadet geblieben sein. Es wird daher vermutet, dass er ebenfalls zum Tode verurteilt wurde.